# Mbiguá Asunción
Club Nacional de Regatas El Mbiguá (znany na ogół jako Club Mbiguá) - wielosekcyjny paragwajski klub sportowy z siedzibą w mieście Asunción.
Klub założony został 6 maja 1902 roku jako klub wioślarski. Klub Mbiguá słynie ze swej sekcji wioślarskiej. Wioślarze trenują, korzystając z tego, że klub ma swoją siedzibę na obu brzegach rzeki Paragwaj. Klub ma także drużynę hokeja na trawie.
W początkach swego istnienia klub Mbiguá posiadał także sekcję piłki nożnej, awansując w 1907 roku do pierwszej ligi piłkarskiej. W trzeciej edycji pierwszej ligi w 1909 roku klub w liczącej 6 drużyn lidze zajął 5 miejsce. Z 10 meczów Mbiguá wygrał 2, zremisował 2 (w tym raz z mistrzem Club Nacional) i przegrał 6 meczów. W czwartej edycji pierwszej ligi w 1910 roku klub w liczącej 6 drużyn lidze ponownie zajął 5 miejsce. Był to ostatni występ klubu Mbiguá w pierwszej lidze paragwajskiej.